# Simona Viola
Simona Viola (18 novembre 1971) è un'ex maratoneta italiana.

## Palmarès[1]
| Anno | Manifestazione              | Sede          | Evento         | Risultato | Prestazione | Note |
| ---- | --------------------------- | ------------- | -------------- | --------- | ----------- | ---- |
| 1990 | Mondiali di corsa campestre | Aix-les-Bains | Corsa U20      | 71ª       | 15'49"      |      |
| 1990 | Mondiali di corsa campestre | Aix-les-Bains | A squadre      |           |             |      |
| 1994 | Mondiali di corsa campestre | Budapest      | Corsa seniores | 116ª      | 22'44"      |      |
| 1994 | Mondiali di corsa campestre | Budapest      | A squadre      | 7ª        | 127 p.      |      |
| 1994 | Europei di corsa campestre  | Alnwick       | Corsa seniores | 40ª       | 15'27"      |      |
| 1994 | Europei di corsa campestre  | Alnwick       | A squadre      | 5ª        | 62 p.       |      |
| 1999 | Europei di corsa campestre  | Belfast       | Corsa seniores | 78ª       | 31'42"      |      |
| 1999 | Europei di corsa campestre  | Belfast       | A squadre      | 5ª        | 63 p.       |      |
| 2003 | Mondiali                    | Parigi        | Maratona       | 58ª       | 2h54'27"    |      |

## Campionati nazionali[1][2]
1991
- 7ª ai campionati italiani assoluti, 10000 m piani - 36'01"53

1992
- 5ª ai campionati italiani assoluti, 10000 m piani - 34'36"
- 5ª ai campionati italiani di corsa campestre - 21'11"

1993
- 16ª ai campionati italiani assoluti, 3000 m piani - 9'41"46
- 14ª ai campionati italiani di corsa campestre - 21'02"

1994
- Bronzo ai campionati italiani assoluti, 10000 m piani - 33'53"95
- 6ª ai campionati italiani di corsa campestre - 21'08"

1995
- 10ª ai campionati italiani assoluti, 5000 m piani - 16'43"22
- 7ª ai campionati italiani di corsa campestre - 24'28"

1996
- 4ª ai campionati italiani assoluti, 10000 m piani - 33'22"20
- Bronzo ai campionati italiani assoluti, 5000 m piani - 16'01"45
- 8ª ai campionati italiani di maratonina - 1h16'37"

1998
- Argento ai campionati italiani assoluti, 5000 m piani - 15'57"89
- 12ª ai campionati italiani di corsa campestre - 20'40"0

1999
- Bronzo ai campionati italiani assoluti, 10000 m piani - 33'57"79
- Argento ai campionati italiani di corsa campestre - 27'52"

2002
- 6ª ai campionati italiani, 5000 m piani - 16'12"84
- 11ª ai campionati italiani di corsa campestre - 22'03"

2003
- Argento ai campionati italiani di corsa campestre - 27'19"

2005
- 10ª ai campionati italiani di 10 km su strada - 36'05"

## Altre competizioni internazionali[1][2]
1990
- 16ª alla Cinque Mulini ( San Vittore Olona) - 20'01"

1992
- 8ª al Campaccio ( San Giorgio su Legnano) - 18'08"

1993
- 4ª alla Maratona di Venezia ( Venezia) - 2h44'44"
- 17ª alla Cinque Mulini ( San Vittore Olona) - 20'56"
- 6ª al Cross della Vallagarina ( Villa Lagarina) - 16'44"

1994
- Oro alla Maratona d'Italia ( Carpi) - 2h36'07"
- 10ª alla Stramilano ( Milano) - 1h14'40"
- 12ª alla BOclassic ( Bolzano) -
- 5ª al Campaccio ( San Giorgio su Legnano) - 22'58"
- 6ª al Cross della Vallagarina ( Villa Lagarina) - 16'32"

1995
- 12ª al Trofeo Sant'Agata ( Catania) - 16'55"
- 11ª alla Cinque Mulini ( San Vittore Olona) - 21'29"
- 7ª al Campaccio ( San Giorgio su Legnano) - 21'23"
- 5ª al Cross di Alà dei Sardi ( Alà dei Sardi) - 17'55"

1996
- Oro alla Maratona di Livorno ( Livorno) - 2h38'30"
- 4ª al Cross della Vallagarina ( Villa Lagarina) - 15'53"

1998
- Oro alla Maratona di Grottazzolina ( Grottazzolina) - 2h43'22"
- Argento al Giro podistico internazionale di Castelbuono ( Castelbuono) - 19'06"3
- 7ª alla BOclassic ( Bolzano) - 16'19"
- 12ª alla Cinque Mulini ( San Vittore Olona) - 18'34"

1999
- 10ª alla Maratona di Berlino ( Berlino) - 2h33'33"
- Oro alla Maratona di Grottazzolina ( Grottazzolina) - 2h44'59"
- 5ª alla Mezza maratona di Parigi ( Parigi) - 1h'16'32"
- 16ª alla BOclassic ( Bolzano) - 17'34"
- 13ª alla Cinque Mulini ( San Vittore Olona) - 19'02"
- 6ª al Campaccio ( San Giorgio su Legnano) - 21'25"
- 5ª al Cross della Vallagarina ( Villa Lagarina) - 15'20"
- Bronzo al Cross Internacional de San Sebastián ( San Sebastián) - 20'28"

2002
- Oro alla Maratona di Prato ( Prato) - 2h39'53"
- 11ª alla Maratona di Dublino ( Dublino) - 2h49'11"

2003
- Oro alla Maratona di Brescia ( Brescia) - 2h35'06"
- 4ª alla Roma-Ostia ( Roma) - 1h12'59"
- 4ª alla Stralivigno ( Livigno), 22 km - 1h25'47"1
- 8ª al Cross della Vallagarina ( Villa Lagarina) - 16'29"9

2005
- 15ª alla Cinque Mulini ( San Vittore Olona) - 21'10"

2007
- Oro alla Lake Garda Marathon - 2h47'07"
- Oro alla Maratonina di Gargnano ( Gargnano) - 1h13'19"

2009
- 22ª alla BOclassic ( Bolzano) - 18'55"4